# 강창용
강창용(姜昌瑢, 1914년 3월 2일 - 2000년 9월 25일)은 대한민국의 정치인이다. 제2대 국회의원을 지냈다.

## 약력
- 호세이 대학 경제학부 졸업
- 조선금융조합전무이사
- 제2대 국회의원

## 역대 선거 결과
|  | 19.28% |

|  | 21.42% |

## 참고자료
- 《대한민국 의정총람》, 국회의원총람발간위원회, 1994년
- 강창용 - 대한민국헌정회